# ショタ・ルスタヴェリ
ショタ・ルスタヴェリ（შოთა რუსთაველი, Shota Rustaveli、1172年 - 1216年）は、12世紀・13世紀のグルジアの詩人。長編叙事詩『豹皮の騎士』（ვეფხისტყაოსანი）を残した。
その生涯について詳しいことは知られていない。グルジア王国のタマル女王（在位1184年-1213年）に仕えた官吏で、『豹皮の騎士』はタマル女王に捧げられたものである。
『豹皮の騎士』はトビリシにおいて1712年に初めて印刷され、現在までに日本語を含む数多くの外国語に翻訳されている。
グルジアでは、芸術・文学の分野で偉大な功績のあった者に贈られる最高の賞として、ショタ・ルスタヴェリ賞がある。また、グルジアの首都トビリシの中心の大通りはルスタヴェリ大通りと呼ばれる。そのほかにも、文学研究所や地下鉄の駅などに彼の名が冠されている。また、現在流通している100ラリ紙幣に肖像が使用されている。

## 日本語訳
- 『虎皮の騎士―ショタ・ルスタヴェリの叙事詩』袋一平訳、理論社、1972年